# Jacques-Léon Thomine-Desmazures
Jacques-Léon Thomine-Desmazures MEP (chiń. 杜多明 蘇羅; ur. 17 lutego 1804 w Mouen, zm. 25 stycznia 1869 tamże) – francuski duchowny rzymskokatolicki, misjonarz, wikariusz apostolski Lhasy.

## Biografia

### Młodość i prezbiteriat
Odbył studia humanistyczne. Następnie wstąpił do seminarium duchownego w Bayeux. 22 września 1827 otrzymał święcenia prezbiteriatu i został kapłanem diecezji Bayeux. Ze względu na słaby stan zdrowia nie został skierowany do posługi parafialnej. Pracował w kurii biskupiej jako skarbnik, był kierownikiem duchowym szkoły z internatem i sióstr zakonnych. Od 1829 kanonik honorowy i od 1834 kanonik gremialny kapituły diecezjalnej. W 1838 został wikariuszem generalnym diecezji.
Ks. Thomine-Desmazures chciał jednak pracować misyjnie, a jako że polepszeniu uległo jego zdrowie, złożył podanie o przyjęcie do  Towarzystwa Misji Zagranicznych w Paryżu. Pierwsza prośba została odrzucona ze względu na wiek kandydata, przyjęto go za drugim razem 26 czerwca 1847. 16 września tr. wyjechał do Chin, gdzie został przydzielony do wikariatu apostolskiego Syczuanu.
Do Chongqingu przybył 16 lutego 1849. Pracował duszpastersko oraz jako nauczyciel łaciny w różnych rejonach Syczuanu. W 1856 podczas podziału wikariatu miał zostać przydzielony do wikariatu apostolskiego Wschodniego Syczuanu, ale otrzymał nominację biskupią.

### Episkopat
4 kwietnia 1856 papież Pius IX mianował go biskupem in partibus infidelium sinopolitańskim oraz 17 lutego 1857 wikariuszem apostolskim Lhasy. 3 maja 1857 przyjął sakrę biskupią z rąk wikariusza apostolskiego Wschodniego Syczuanu Eugèna Desflèchesa MEP. Przy sakrze asystował ks. Pierre-Maria-Joseph-Julien Pichon MEP.
Wikariat apostolski Lhasy powołany w 1846, nie był wówczas zorganizowany, a dotychczasowe nieudane wyprawy misyjne kierowały się do Tybetu głównie od strony Indii. Jedną z pierwszych kwestii, którą musiał się zająć nowy wikariusz było wytyczenie granic wikariatu. 5 sierpnia 1857 podpisał porozumienie w tej sprawie z wikariuszami sąsiednich wikariatów, zatwierdzone przez Kongregację Rozkrzewiania Wiary. Na jego podstawie wikariat apostolski Lhasy objął Tybet, południowy Syczuan i jedno miasto w Junnanie. Na tych terenach żyło wówczas 8-9 tysięcy katolików. 
Bp Thomine-Desmazures wybudował misję z kościołem i szkołą oraz kupił ziemie pod budowę seminarium. W 1860 terytorium jego wikariatu zmniejszyło się, gdy erygowano wikariat apostolski Południowego Syczuanu. Nie mając już jurysdykcji nad wybudowaną misją, 7 maja 1861 udał się do nominalnej (jednak nigdy nie faktycznej) stolicy wikariatu - Lhasy. Został jednak zatrzymany w drodze przez lamów. Po kilku miesiącach oczekiwania, bp Thomine-Desmazures zawrócił i udał się do Pekinu, gdzie szukał pomocy w Poselstwie Francji. Nie uzyskał jednak wsparcia. Zakazano mu także powrotu do Tybetu.
W tej sytuacji bp Thomine-Desmazures postanowił powrócić do Francji. Bezowocnie interweniował w sprawie swojego wikariatu we francuskim Ministerstwie Spraw Zagranicznych. Następnie udał się do Rzymu, gdzie przedstawił krytyczną sytuację, w jakiej znalazł się jego wikariat i złożył rezygnację, którą papież przyjął 28 sierpnia 1864.
Resztę życia spędził w rodzinnym Mouen, gdzie 25 stycznia 1869 zmarł.